# Dziennik.pl
Dziennik.pl – polski portal internetowy, uruchomiony 28 listopada 2006, powstały na bazie papierowego wydania „Dziennika Polska-Europa-Świat”, stanowiącego własność Infor S.A. Współpracuje ze stacją CNN. Serwis jest podzielony na działy: wydarzenia, gospodarka, świat, polityka, opinie, społeczeństwo, kultura, sport, życie na luzie, auto i horoskop. Serwis był notowany w rankingu nieistniejącej już spółki Alexa na miejscu 22 367 na świecie (22.04.2020).